# Steinfleckberg
Steinfleckberg je hora v německé části Šumavy. Nachází se ve spolkové zemi Bavorsko, 8 kilometrů jihozápadně od české Kvildy, asi 1 km od česko-německé hranice.

## Přístup
Na vrchol Steinfleckbergu nevede žádná značená cesta. Nejjednodušší přístup je po červeně značené cestě z německé obce Finsterau, která vede jižním úbočím Steinfleckbergu a pokračuje dál na Luzný. Asi 1300 m jihovýchodně od vrcholu z ní doprava odbočuje neznačená lesní cesta, vedoucí až na vrchol.
Cesta na vrchol z Česka přes Luzenské údolí není z důvodu ochrany přírody přístupná. Nejkratší cesta vede obklikou přes hraniční přechod Sedmiskalí, dále po žluté do Finsterau a odsud po stejné cestě jako při výstupu na vrchol z německé strany.

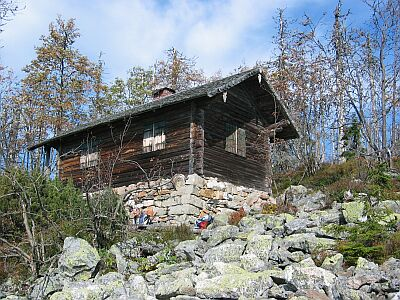
chata Steinfleck Hütte

## Okolí
- chata Steinfleck Hütte – nachází se několik desítek metrů od vrcholu nad strmým kamenným mořem, poskytuje výhledy, především jižním směrem.
- Velká Mokrůvka (1370 m) – hraniční hora, 1250 m západo-severozápadně, z důvodu ochrany přírody nepřístupná.
- Luzný (1370 m) – hora s největším vrcholovým kamenným mořem šumavských hor, 1800 m jihozápadně.